# سفينة الأصدقاء
مغامرات بوسكو (باليابانية: ボスコアドベンチャー) أو سفينة الأصدقاء مسلسل أنمي ياباني، مستوحى من كتب للمؤلف الإيطالي آنتونیو لوباتلي. عرض لأوه مره في 6 أكتوبر 1986 واستمر عرضه حتى 30 مارس 1987. ولاقى شهرة واسعة في أوروبا في الثمانينات وبداية التسعينات وخاصة في إيطاليا وفرنسا واليابان.

## القصة
القصة تتحدث عن الاميرة ابركيت (رنين) التي من المفترض أن تكون وريثة العرش بعد أمها التي خطفها وحش مرعب فجأة واخذها بعيداً. ولكن هودمان واعوانه يحاولون منعها من العودة إلى فونتان لاند (أرض الينابيع) قبل كسوف الشمس لكي يحصلوا على ماء الحياة وهي مياة خاصة تتدفق من ينبوع فونتان لاند تعطي الحياة لجميع الكائنات الحية. وبمساعدة ثلاث أصدقاء وهم فروك (فرفور) وتاتي (توتو) واوتر (رورو) تبدء رحلة الاميرة على متن سفينة بوسكو للعودة وتحرير فونتان لاند.

## الشخصيات
- الأميرة ابركيت (باليابانية: アプリコット ひめ) (رنين في النسخة العربية)

تتصف بقلبها الطيب المحب وكل آمالها أن تحرر بلادها فونتان لاند من يد سكوربيون وتمنعه من الحصول على ماء الحياة.
- فروك (باليابانية: フローク) (فرفور في النسخة العربية)

وهو شخصية شجاعة واخد على عاتقه مساعدة الاميرة ابركيت للوصول إلى فونتان لاند وتحريرها.
- تاتي (باليابانية: タッティ) (توتو في النسخة العربية)

صديق فروك وهو الذي قام باختراع سفينة بوسكو وهو طيب القلب لكن أحيانا يغضب بسرعة.
- اوتر (باليابانية: オッター) (رورو في النسخة العربية)

صديق فروك وتاتي وهو شخصية هادئة في أغلب الأحيان وخدوم لكن أكثر شيء يخافه المرتفعات.
- سبيك (باليابانية: スピーク)

طير مينة آلي وهو من أحضر فروك وتاتي واوتر لإنقاذ الأميرة ابركيت من هودمان وأتباعه.
- هودمان (باليابانية: フードマン) (المقنع في النسخة العربية)

وهو شخصية شريرة وصارمة هدفه إمساك الأميرة ابركيت وتسليمها لسكوربيون.
- جاك (باليابانية: ジャック)

مساعد هودمان.
- فرانز (باليابانية: フランツ) (فاتك في النسخة العربية)

مساعد هودمان.
- سكوربيون (باليابانية: スコーピオン) (العقرب في النسخة العربية)

وهو وحش غامض احتل فونتان لاند.
- داميا (باليابانية: ダミア) (داليا في النسخة العربية)

وهي الساعد الأيمن لسكوربيون.
- المبعوث (باليابانية: コウモリ) (الخفاش في النسخة العربية)

وهو خفاش يوصل رسائل سكوربيون إلى هودمان.

## روابط خارجية
- nonofficial site.
- internet profile.
- description of all episodes.
- fan site
- سفينة الأصدقاء على موقع IMDb (الإنجليزية)
- سفينة الأصدقاء على موقع فيلمافينيتي (الإسبانية)
- سفينة الأصدقاء على موقع ليتربوكسد (الإنجليزية)
- سفينة الأصدقاء على موقع كينوبويسك (الروسية)
- سفينة الأصدقاء على موقع ألو سيني (الفرنسية)
- سفينة الأصدقاء على موقع قاعدة بيانات الفيلم (الإنجليزية)
- سفينة الأصدقاء على موقع ANN anime (الإنجليزية)